# V414 Гидры
V414 Гидры (лат. V414 Hydrae), HD 81032 — двойная звезда в созвездии Гидры на расстоянии приблизительно 765 световых лет (около 235 парсек) от Солнца. Видимая звёздная величина звезды — от +9,2m до +8,8m.
Открыта Дживаном С. Панди и др. в 2005 году*.

## Характеристики
Первый компонент — оранжевая эруптивная переменная звезда типа RS Гончих Псов (RS:) спектрального класса K0IV, или K0. Радиус — около 7,83 солнечного, светимость — около 24,547 солнечной. Эффективная температура — около 4586 K.